# Memorial Henryka Lasaka
O Memóriał Henryka Łasaka (Corrida em homenagem a Henryk Łasak em polaco) é uma corrida ciclista polaca disputada no mês de agosto em Sucha Beskidzka.
Criada em 1999 desde a criação dos Circuitos Continentais UCI em 2005 faz parte do UCI Europe Tour, dentro da categoria 1.1.
Com três vitórias, Cezary Zamana tem o recorde de vitórias.

## Palmarés
| Ano                   | Vencedor           | Segundo               | Terceiro            |           |
| --------------------- | ------------------ | --------------------- | ------------------- | --------- |
| 1999                  | Cezary Zamana      | Dimitri Sedun         | Heiko Szonn         |           |
| 2000                  | Jacek Mickiewicz   | Marcin Lewandowski    | Marcin Gębka        |           |
| 2001                  | Piotr Chmielewski  | Zbigniew Piątek       | Krzysztof Jeżowski  |           |
| edições amador        |                    |                       |                     |           |
| 2002                  | Cezary Zamana      | Dariusz Wojciechowski | Kazimierz Stafiej   |           |
| 2003                  | Cezary Zamana      | Robert Radosz         | Lubor Tesař         |           |
| edições profissionais |                    |                       |                     |           |
| 2004                  | Robert Radosz      | Petr Benčík           | Tomasz Lisowicz     |           |
| 2005                  | Marek Maciejewski  | Ondřej Fadrny         | Marcin Osiński      |           |
| 2006                  | Petr Benčík        | Marcin Sapa           | Bartłomiej Matysiak |           |
| 2007                  | Krzysztof Jeżowski | Mateusz Komar         | Daniel Czajkowski   |           |
| 2008                  | Krzysztof Jeżowski | Błażej Janiaczyk      | Mart Ojavee         |           |
| 2009                  | Stefan Schäfer     | Krzysztof Jeżowski    | Mathias Belka       |           |
| 2010                  | Mariusz Witecki    | Tomáš Bucháček        | Marek Rutkiewicz    |           |
| 2011                  | Luka Mezgec        | Blaž Furdi            | Tomasz Marczyński   |           |
| 2012                  | Luka Mezgec        | Mieszko Bulik         | Steffen Radochla    |           |
| 2013                  | Florian Sénéchal   | Kamil Gradek          | Paweł Cieślik       |           |
| 2014                  | Maciej Paterski    | Paweł Franczak        | Mykhaylo Kononenko  |           |
| 2015                  | Alois Kaňkovský    | Vitaliy Buts          | Roman Maikin        |           |
| 2016                  | Paweł Franczak     | Sylwester Janiszewski | Artur Detko         |           |
| 2017                  | Alan Banaszek      | Sylwester Janiszewski | Artur Detko         |           |
| 2018                  | Mateusz Grabis     | Eduard Vorganov       | Martin Boubal       |           |
| 2019                  | Norman Vahtra      | Artur Detko           | Robert Jägeler      |           |
| 2020                  | Marcin Budziński   | Piotr Pękala          | Szymon Tracz        |           |
| 2021                  | Michael Kukrle     | Mateusz Grabis        | Adam Toupalik       |           |
| 2022                  | Tomasz Budziński   | Michael Boroš         | Matej Zahálka       |           |
| 2023                  | Michael Kukrle     | Jakub Kaczmarek       | Karel Camrda        |           |
| 2024                  | cancelado          | cancelado             | cancelado           | cancelado |

Nota: Na edição 2012, o ganhador foi o ciclista Sylwester Janiszewski, mas seu resultado foi anulado por doping.

## Palmarés por países
| País      | Vitórias |
| --------- | -------- |
| Polónia   | 14       |
| Chéquia   | 2        |
| Alemanha  | 1        |
| Eslovênia | 1        |
| França    | 1        |